# Norman Brinkworth
Norman Brinkworth (ur. 28 lutego 1944) – pakistański lekkoatleta, płotkarz.
Brązowy medalista igrzysk azjatyckich (1970) w biegu na 400 metrów przez płotki.
W tej samej konkurencji odpadł w eliminacjach podczas igrzysk olimpijskich w Monachium (1972).

## Rekordy życiowe
- Bieg na 400 metrów przez płotki – 53,2 (1970)